# Bircenna fulva
Bircenna fulva är en kräftdjursart som beskrevs av Charles Chilton 1884. Bircenna fulva ingår i släktet Bircenna och familjen Eophliantidae. Inga underarter finns listade i Catalogue of Life.